# Drapeau de la province de Groningue
Le drapeau de la province de Groningue est adopté en 1950 et est une combinaison des drapeaux de la ville de Groningue et de celui des Ommelanden.
Les couleurs rouge, blanche et bleue sont issues du drapeau des Ommelanden, tandis que le blanc et le vert viennent du drapeau de la ville. Les couleurs de la ville sont au centre du drapeau pour représenter la situation centrale de la ville dans la province.

## Description
Les proportions sont 2:3, identiques à celles du drapeau des Pays-Bas. La croix blanche a une largeur égale au tiers de la hauteur du drapeau et la croix verte fait le neuvième de cette hauteur.

Ville de Groningue
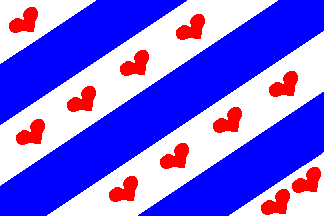
Ommelanden

## Histoire
Au cours de l'année 1913, Titus van der Laars émet l'idée que la province de Groningue adopte un drapeau. Sa première proposition est basée sur le drapeau de l'Ommelanden en remplaçant la bande bleue centrale par une bande verte, symbolisant la ville de Groningue. Il soumet deux autres propositions utilisant les couleurs des armoiries de la province de Groningue.

Premier projet
Deuxième projet
Troisième projet
Armoiries de la province de Groningue

Les membres de la députation provinciale de Groningue ne parviennent pas à se mettre d'accord sur le projet apte à devenir le drapeau de la province. Jan Tuin (nl), l'un de ses membres et plus tard bourgmestre de la commune de Groningue, propose de dessiner un nouveau projet de drapeau, qui est adopté avec enthousiasme. Le 17 février 1950, la députation provinciale décide d'en faire le drapeau officiel de la province de Groningue. Six jours plus tard, elle adopte officiellement une mesure instituant ce drapeau.

## Sources
- (en) Cet article est partiellement ou en totalité issu de l’article de Wikipédia en anglais intitulé « Flag of Groningen (province) » (voir la liste des auteurs).
- (nl) « Provincievlag », sur ProvincieGroningen.nl (consulté le 2 janvier 2014)
- (en) « Groningen Province (The Netherlands) », sur Flags of the world (consulté le 2 janvier 2014)